# Convenio de Dublín

Países que aplican el Convenio de Dublín (1997). En 2020, Reino Unido puso en marcha el llamado Brexit.
Convenio de Dublín
Dinamarca no se sumó al convenio
Noruega, Islandia y Suiza —Estados no miembros— cerraron acuerdos con la UE para aplicar las disposiciones del Convenio de Dublín en sus territorios.

El Convenio de Dublín (también referida como los acuerdos de Dublín o el sistema de Dublín) es una ley de la Unión Europea para racionalizar los procesos de postulación de solicitantes de asilo de acuerdo a la Convención de Ginebra. Intenta clarificar cuál estado miembro es responsable por un postulante particular, y asegurar que al menos un estado miembro tramite la postulación. Usualmente éste es el estado miembro en donde el postulante ingresó por primera vez a la Unión Europea. En 2003, el Convenio de Dublín fue reemplazado por el Reglamento N.º 343/2003, llamado Dublín II. En 2008, la Comisión Europea propuso enmendarlo, creando una oportunidad para reformar el «sistema de Dublín». En 2013, fue acordado el Reglamento Dublín III por el Parlamento Europeo y el Consejo de la UE —derogando Dublín II—.
Uno de los principales objetivos es prevenir que un postulante presente solicitudes de asilo en varios Estados miembros a la vez. Asimismo, busca reducir el número de solicitantes de asilo "orbitantes", los que son movidos de un estado miembro a otro. Puesto que el país donde arriba por primera vez una persona es el responsable por el trámite del asilo, el sistema ha puesto una presión excesiva en las áreas limítrofes, donde los estados son a menudo menos capaces de ofrecer a los solicitantes de asilo apoyo y protección. Actualmente, aquellos que han sido transferidos bajo la regulación de Dublín II no son siempre capaces de acceder a un procedimiento de asilo, lo que pone en riesgo a los solicitantes de ser devueltos a la persecución de la cual huyen.
El Convenio fue firmada en Dublín, Irlanda el 15 de junio de 1990, y entró en vigencia el 1 de septiembre de 1997 en los primeros doce estados firmantes (Alemania, Bélgica, Dinamarca, España, Francia, Grecia, Irlanda, Italia, Luxemburgo, los Países Bajos, Portugal, y el Reino Unido), el 1 de octubre de 1997 por Austria y Suecia, y el 1 de enero de 1998 por Finlandia. Aunque el convenio solo estaba abierto a la adhesión de los Estados miembros de la Comunidad Europea (CE), Noruega e Islandia —Estados no miembros— cerraron acuerdos con la CE para aplicar las disposiciones del Convenio de Dublín en sus territorios.